# 浦發銀行大廈
浦發銀行大廈（英語：One Hennessy）是香港一幢商業大廈，位於香港島灣仔西部的大佛口，地址為軒尼詩道1號，被軍器廠街、駱克道圍繞，位於香港警察總部旁邊。大廈由劉榮廣伍振民建築師事務所負責設計，於2019年落成，樓高21層，總樓面面積約30萬平方呎。大廈內部設有停車場、4部通往低層的升降機及5座通往高層的升降機。

## 歷史
項目前身為熙信大廈，2013年拆卸後重建，於2019年5月落成。上海浦東發展銀行香港分行租用其中8層，並取大廈命名權及設大燈箱展示商標。其他租戶包括浦銀國際控股有限公司和上信（香港）控股有限公司。其中5層低層全層樓面，原由內地共享工作室氪空間 Kr Space 以每月約739萬元承租，不過到2020年4月已棄租。到同年12月由政府產業署承租，惟未有透露租金水平。

## 設計
大廈低部採用漏斗狀結構設計，建築師特意在下方「留白」，希望做到「不擋風、不遮光」，能夠讓空氣更流通。

## 主要租戶及用戶
- 27/F至33/F及35/F：上海浦東發展銀行香港分行（總部設於30樓，浦銀國際控股有限公司設於32樓和33樓[4]）
- 26/F：瑞声科技（AAC Technologies Holdings Inc.，2601室）、國際友聯融資租賃有限公司（2602室）
- 25/F：銀基集團控股有限公司
- 22/F：
- 21/F：Tullett Prebon（Hong Kong）Limited
- 20/F及21/F：TP ICAP Management Services （Hong Kong） Ltd
- 20/F：ICAP Hong Kong Limited、ICAP Securities Hong Kong Limited
- 19/F：安山控股有限公司
- 11/F至12/F及15/F至17/F：政府產業署（進駐部門未定）
- 1/F及2/F：Pure Fitness
- 1/F：香港郵政軒尼詩道郵政局（105號舖）
- 地下：Athletic Juice & Espresso Bar

## 獎項
- 亞太地產大獎
- 美國綠建築協會之領先能源與環境設計（LEED）鉑金獎
- 第十九屆建造業安全大獎中勇奪「最佳施工方案」銀獎
- PRC建設雜誌評為2000年至2020年十大亞洲最具標誌性的建築第四名，香港區第一名。

## 興建圖片

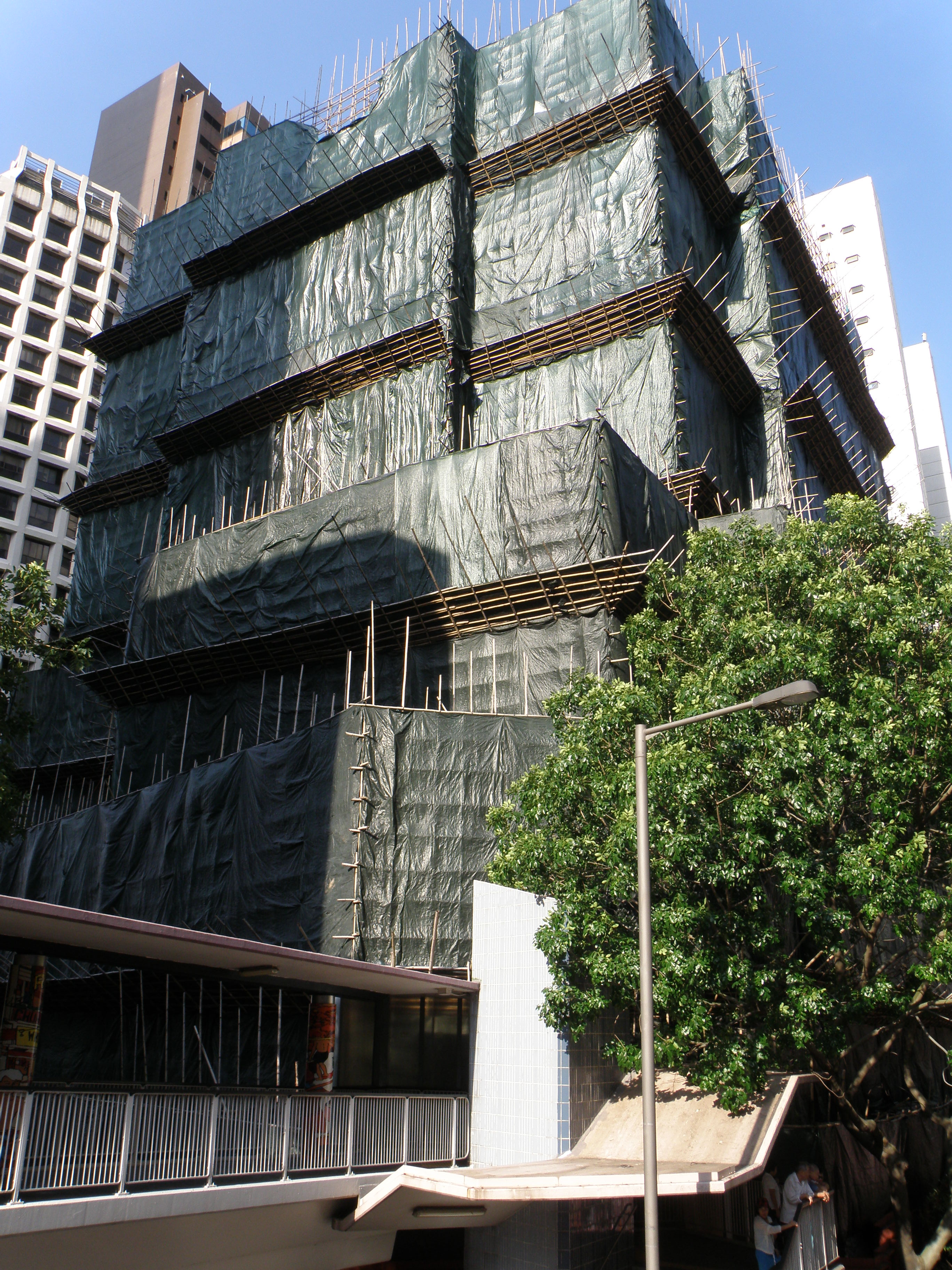
拆卸中的熙信大廈（2014年8月）
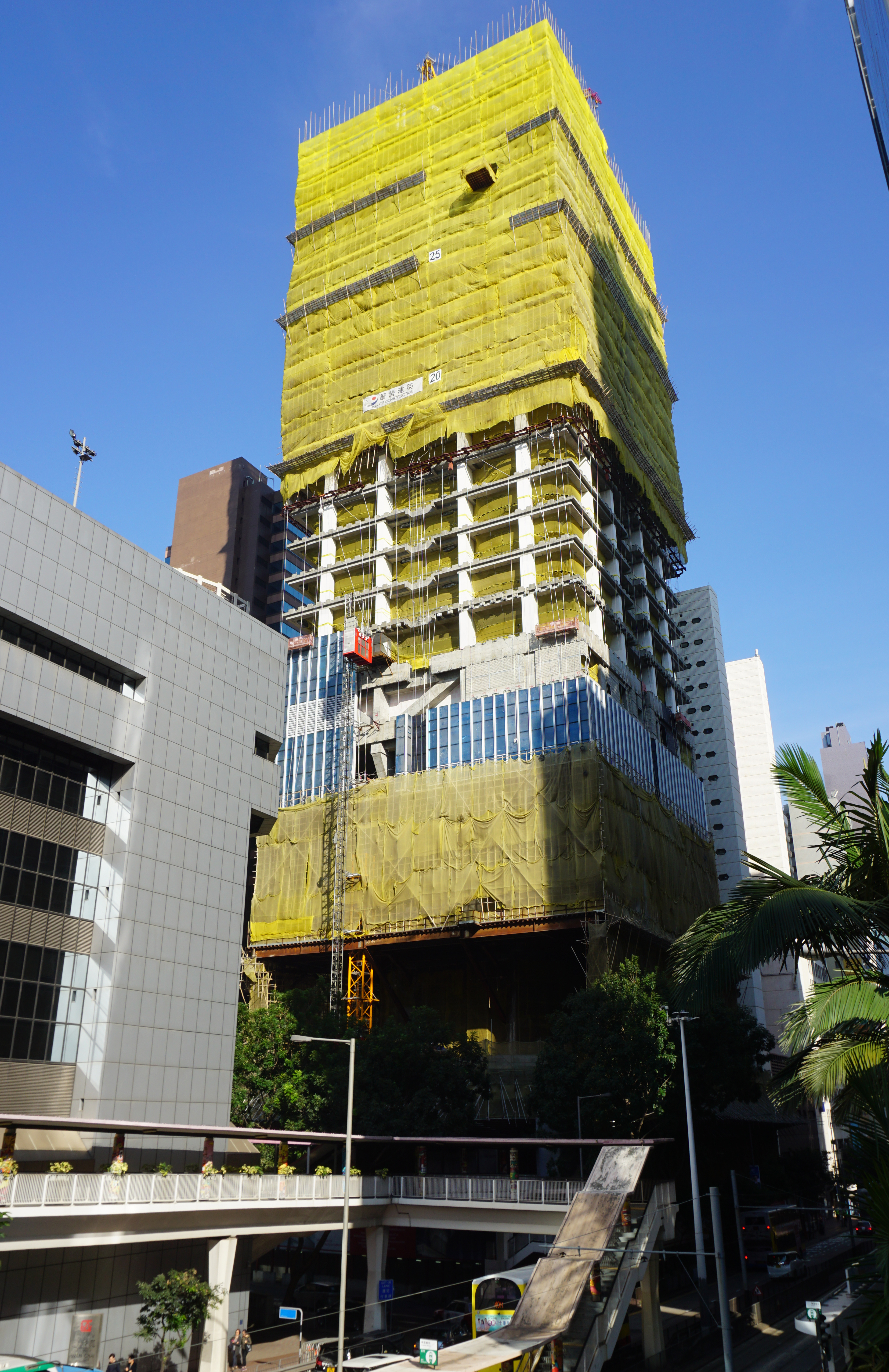
興建中的 One Hennessy （2018年1月）

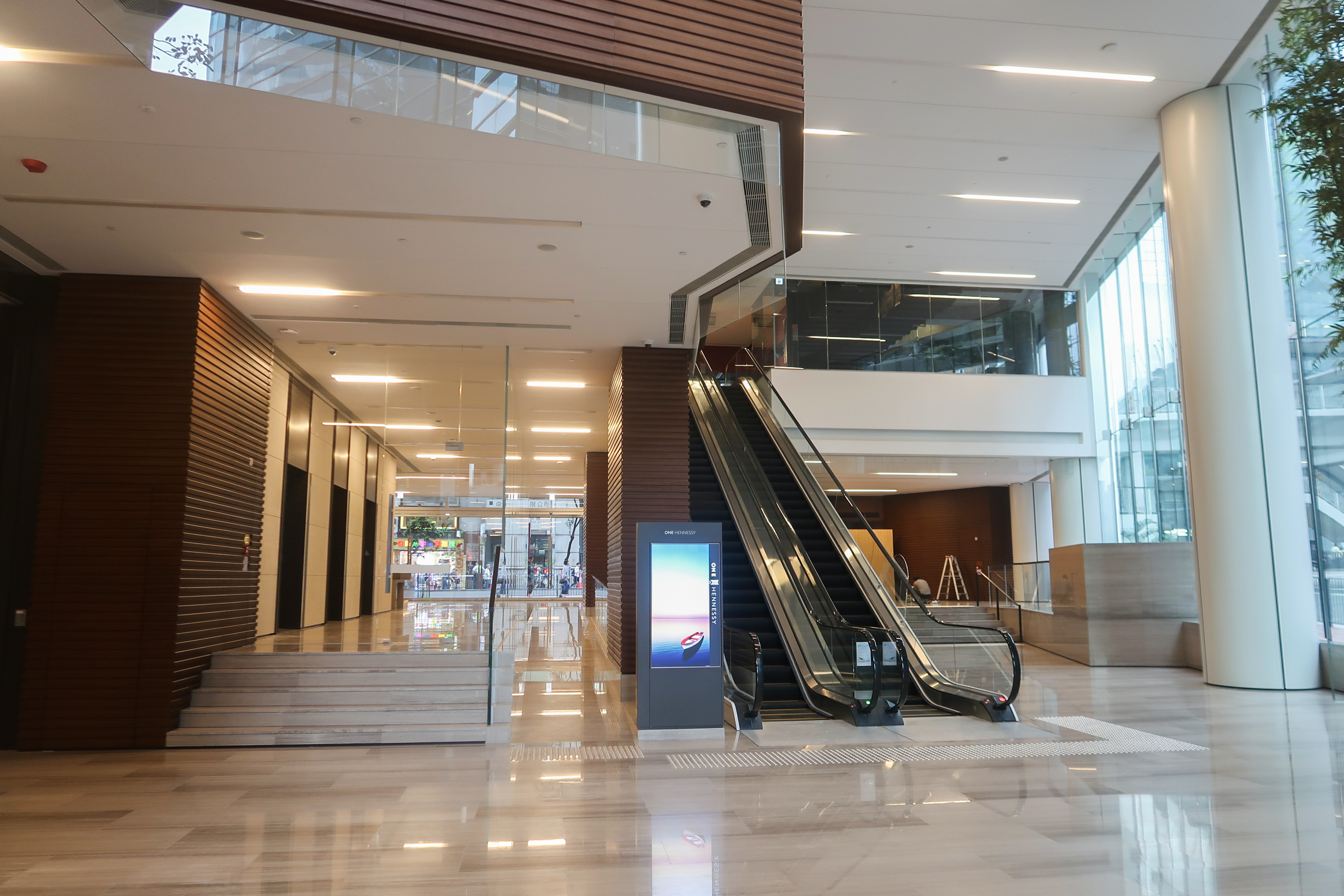
One Hennessy地下大堂

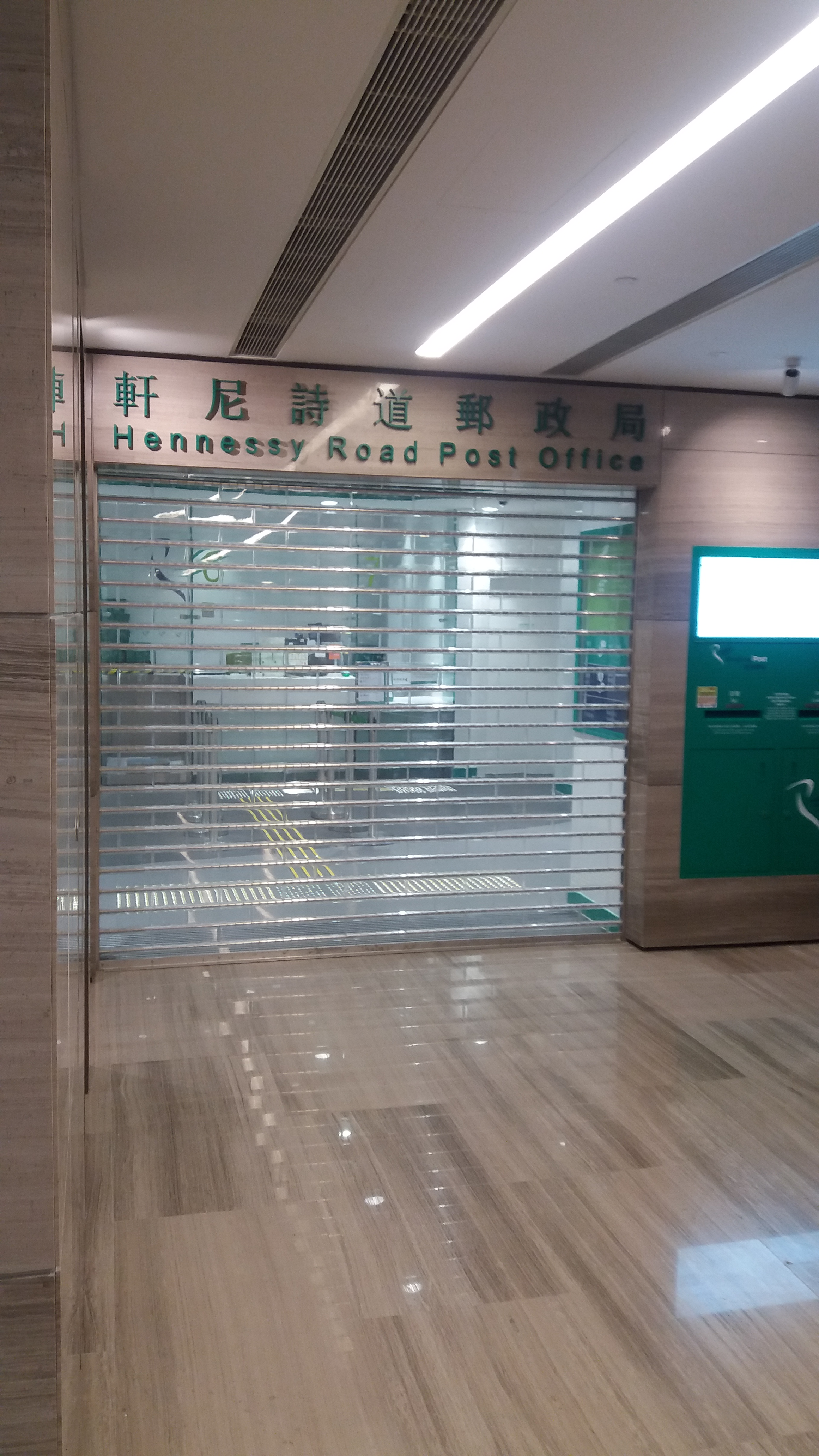
軒尼詩道郵政局

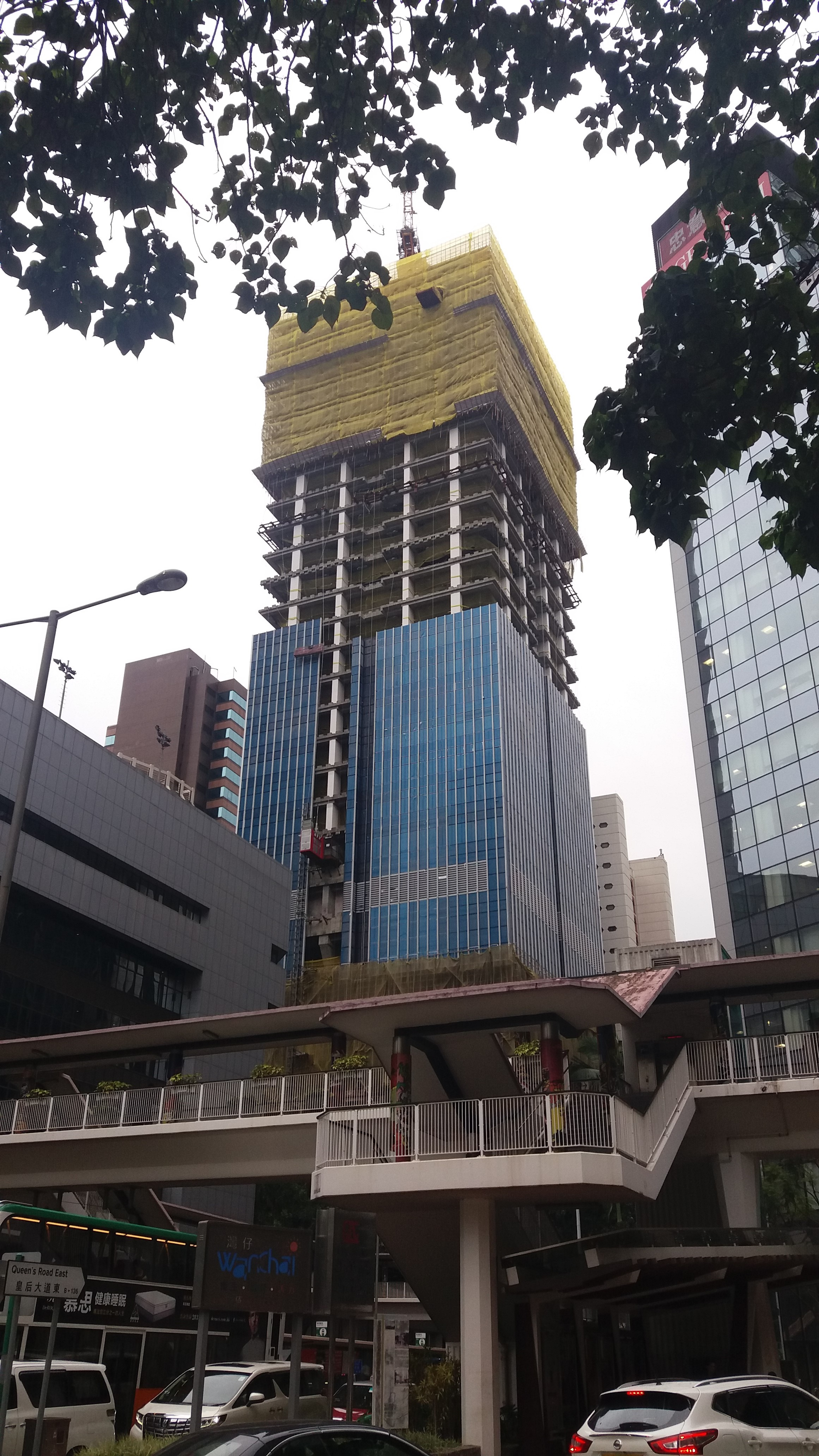
興建中的 One Hennessy （2018年3月）
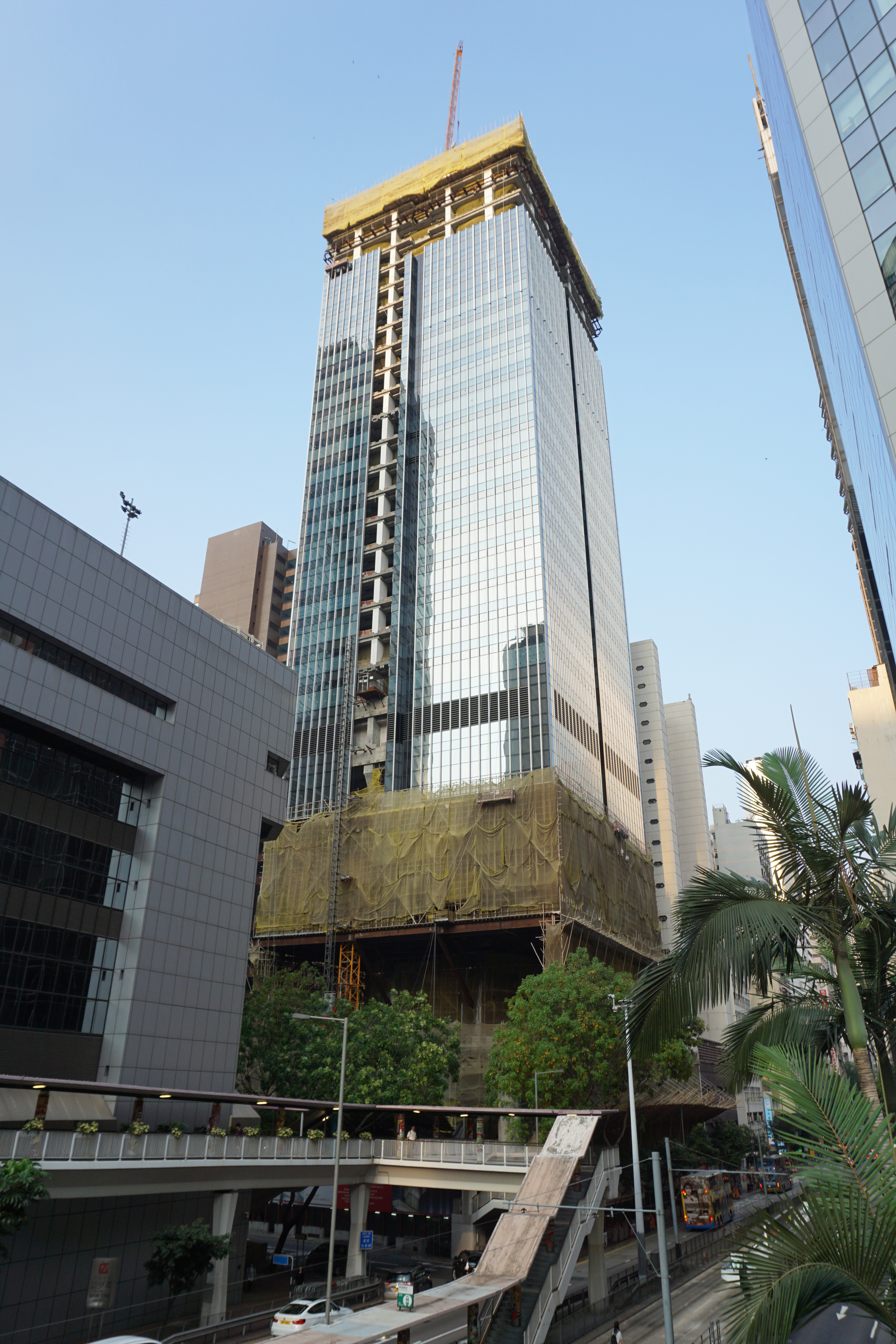
興建中的 One Hennessy （2018年5月）
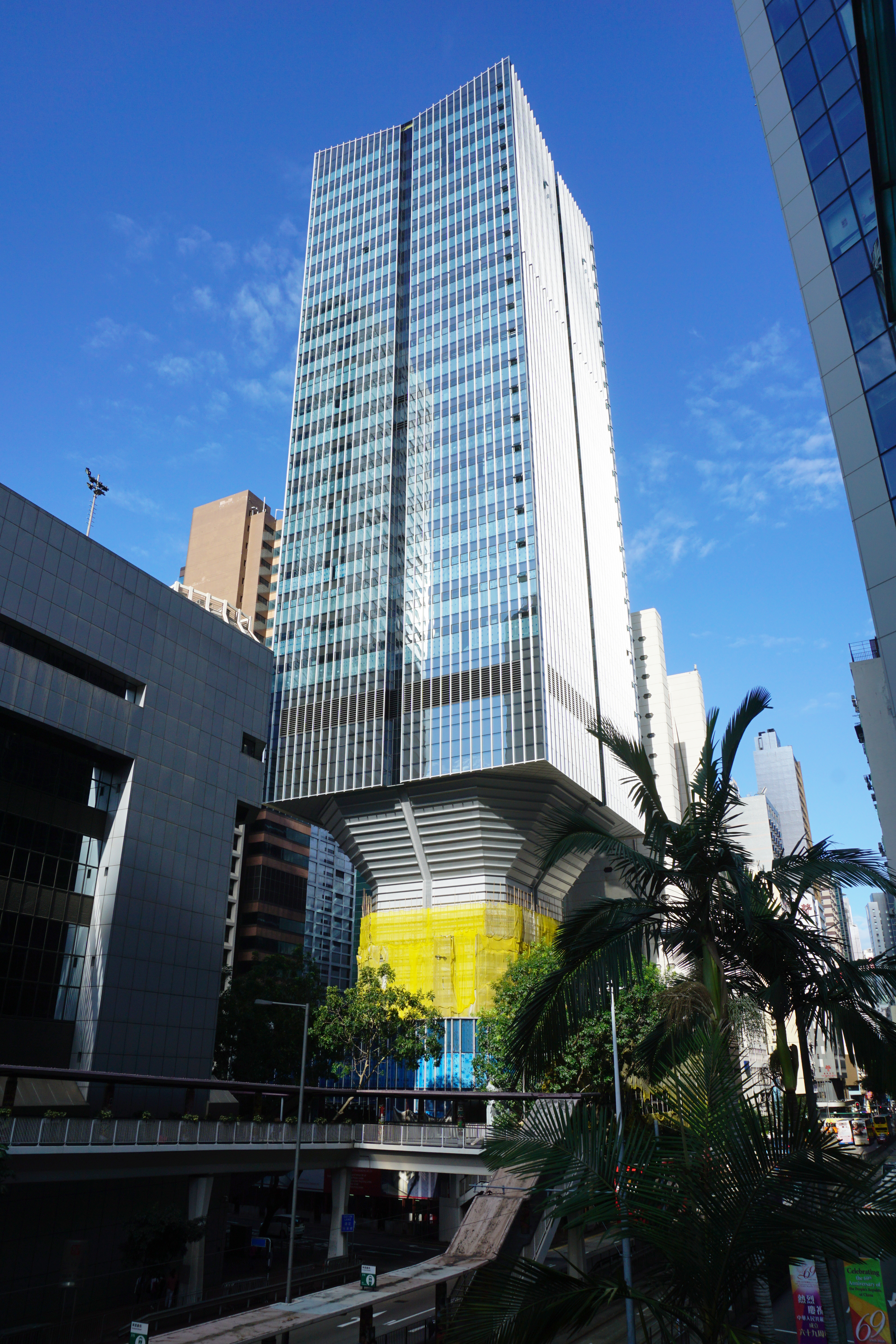
One Hennessy （2018年9月）
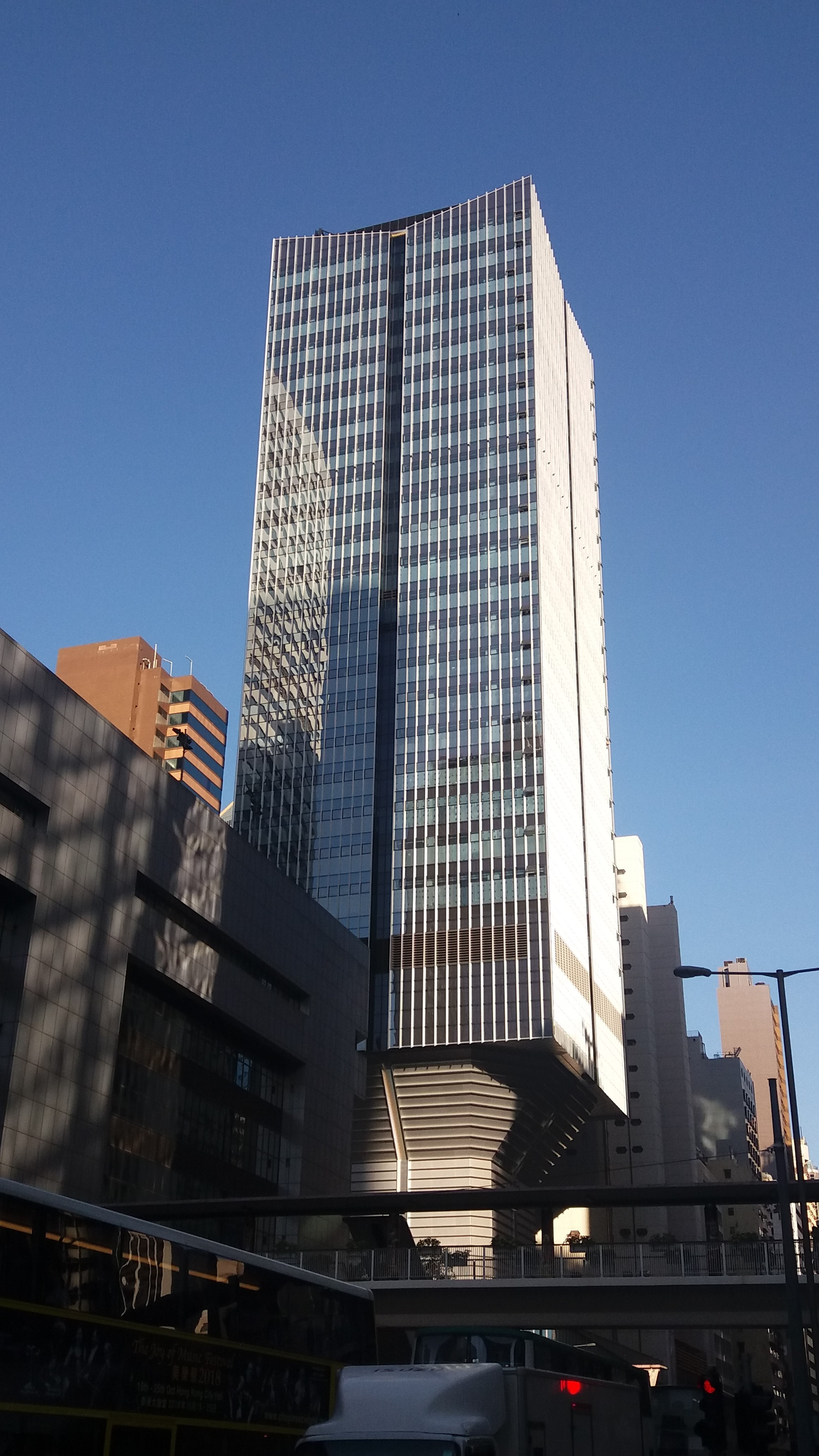
One Hennessy（2018年10月)

## 意外
2014年1月3日，正在拆卸的熙信大廈發生意外。1條2.4米長、重近兩噸的石屎柱，突然從高處跌至七樓外牆棚架上，部分石屎更墮至軒尼詩道，並擊中三輛行駛中車輛，幸無人受傷。受意外影響，軒尼詩道一度全線封閉，以清理石屎。

## 鄰近建築
- 衛蘭軒
- 警政大樓
- 中南大廈
- 香港小童群益會

## 外部連結
维基共享资源上的相關多媒體資源：浦發銀行大廈